# BM 33066
BM 33066 (oznaczana również Strassmaier Kambys 400, LBAT 1477) – tabliczka klinowa znaleziona w Babilonie przedstawiająca zapis zjawisk astronomicznych z 7. roku panowania Kambyzesa II. Tabliczka ta pozwoliła ustalić koniec panowania Cyrusa oraz datę upadku Babilonu, która jest datą kluczową w chronologii biblijnej w obrębie Starego Testamentu. Tabliczka pozwoliła na synchronizację chronologii biblijnej z chronologią królów babilońskich.
Tabliczka została pierwszy raz opublikowana przez Johanna N. Strassmaiera w 1890 roku. W tym samym roku Joseph Epping określił, że zawiera ona opis zjawisk astronomicznych, a w 1891 Jules Oppert ustalił występujące na niej daty zaćmień Księżyca. W sumie zawiera ona opis pozycji księżyca i planet w dwudziestu różnych dniach z 7. i 8. roku panowania Kambyzesa i powiązanych z nimi zjawisk astronomicznych obserwowanych w Babilonii.
Najważniejsze dane zawarte na tabliczce BM 33066 dotyczą opisu zaćmień Księżyca, które miały miejsce w 7. roku panowania Kambyzesa odpowiednio 14. dnia miesiąca Tammuz oraz 14. dnia miesiąca Tebet. Według kalendarza gregoriańskiego zaćmienia te wystąpiły odpowiednio z 16 na 17 lipca 523 oraz z 10 na 11 stycznia 522 roku p.n.e. Zaćmienie z 16 lipca zostało również wymienione w Almageście Ptolemeusza (Księga V, rozdział 14). Wystąpienie obu zaćmień Księżyca wskazuje rok 523 p.n.e. jako 7. rok panowania Kambyzesa. Oznacza to, że Kambyzes został następcą Cyrusa Wielkiego w 530 roku p.n.e. Ponieważ Cyrus spędził w Babilonie dziewięć lat, upadek Babilonu miał miejsce w 539 roku p.n.e.

## Opis tabliczki
Awers:
Strona ta jest zapisana w trzech pełnych kolumnach oraz fragmentarycznie czwartej. Prawy górny róg tabliczki został uszkodzony i nie zachował się. Znalazł się na niej opis zaćmień i pozycji księżyca. W czwartej kolumnie znalazł się opis jednej pozycji Merkurego.

Rewers: 
Strona ta jest zapisana w sześciu rzędach. Uszkodzony róg tabliczki (tu prawy dolny) nie ma znaczenia dla tekstu. Kolejność czytania tekstu wskazuje, że tabliczka ta była odwracana z góry do dołu w przeciwieństwie do używanego współcześnie sposobu ze strony prawej w lewo. Niewielki odprysk tekstu jest widoczny na granicy czwartego i piątego rzędu po prawej stronie. Na tej stronie zapisano pozycję obserwowanych wtedy w Babilonii planet: Saturna, Jowisza, Wenus i Marsa względem gwiazdozbiorów.

## Opis zaćmienia z 16 na 17 lipca 523 roku p.n.e.
Na tabliczce BM 33066:
W nocy 14. miesiąca Tammuz w siódmym roku Kambyzesa II rozpoczęło się 1 i 2/3 beru [trzy godziny i 20 minut] po zachodzie słońca przykrycie księżyca. Lekki wiatr wiał na północ.
Opis z Almagestu Ptolemeusza:
W siódmym roku Kambyzesa II, to jest 225 roku od Nabu-nasira, z 17 na 18 dnia miesiąca Famenot w kalendarzu egipskim na 110 minut przed północą w Aleksandrii, wzszedł na zaćmienie księżyc.
Obecnie tabliczka BM 33066 znajduje się w zbiorach British Museum (BM 33066).